# 赤松広隆
赤松 広隆（あかまつ ひろたか、1948年〈昭和23年〉5月3日 - ）は、日本の政治家。
大学時代は社青同解放派の学生活動家。日本社会党の愛知県議から国会議員になった後は書記長を務め、民主党国会対策委員長、副代表、選挙対策委員長、最高顧問、農林水産大臣（第49代）、民進党両院議員総会長、
立憲民主党所属の元衆議院議員（10期）、元衆議院副議長（第65・67代）、立憲民主党最高顧問を歴任した。
父は日本社会党国会対策委員長や副委員長を務めた元衆議院議員の赤松勇。旧社会党から民主党へ移った後は、2021年の引退まで後継政党の党内左派グループを率い続けた。

## 来歴
愛知県名古屋市生まれ。東海中学校、早稲田大学高等学院を卒業。

### 社会党の党員・学生運動家へ
1966年の18歳で、父・赤松勇も所属していた日本社会党に入党した。高校・大学での同級生に松村久義がいる。早稲田大学政治経済学部経済学科入学後は、社青同解放派の学生運動家として活動。早稲田大学卒業後、日本通運に就職した。

### 社会党の議員へ
1979年、愛知県議会議員選挙に出馬し、初当選を果たした。以後3期務める。
1990年1月26日、3期目の任期途中に県議を辞職。同年の第39回衆議院議員総選挙に日本社会党公認で旧愛知6区から出馬し、当選した。総選挙後の1991年、田邊誠日本社会党委員長の下で党労働局長に就任。
1993年1月、自由民主党の金丸信元副総裁が失脚し、国会対策委員長時代から金丸ら自民党国対に太いパイプを築いていた田邊委員長が、自社両党間の不適切な癒着関係を疑われ辞任に追い込まれる。代わって就任した山花貞夫委員長の下で、社会党書記長及び社会党シャドーキャビネット内閣官房長官に起用された。
書記長時代は党の基本政策の見直しに意欲を見せ、1993年2月、社会党の旧来の主張を翻してコメ関税化肯定、原子力発電所容認を表明した。
同年7月の第40回衆議院議員総選挙では旧愛知6区で再選されたが、社会党は日本新党（細川護煕代表）、新党さきがけ（武村正義代表）、新生党（羽田孜党首）が巻き起こした新党ブームの煽りを受け、惨敗を喫する。
同年8月、社会党を含む8党派による細川内閣が発足し、社会党委員長の山花も国務大臣（政治改革担当）に就任し入閣したが、それに伴い委員長を辞任したため、赤松も書記長を退任する。後任はそれぞれ村山富市、久保亘が就任した。
同年12月、社会党内の右派・中間派約40人で結成された新派閥「デモクラッツ」に参加し、事務局長を務める。
1994年、羽田内閣発足直後に社会党は連立を離脱。村山富市委員長や国会対策委員長の野坂浩賢らが水面下で自民党の亀井静香らに接触し、自民・社会・さきがけ3党による新しい枠組みでの連立政権の樹立を志向したのに対し、赤松らは羽田内閣への復帰を主張し、自民党を含めた連立政権の樹立に抵抗した。
ただし、その後3党合意がなされ、村山富市が擁立された1994年6月の首班指名選挙では、赤松は村山に投票した（1996年1月の、村山首相辞任に伴う首班指名選挙では橋本龍太郎自由民主党総裁に投票せず、白票を投じた）。

### 民主党へ
1996年1月、社会民主党結党に伴い党愛知県連代表に就任するが、9月に社民党を離党。
新党さきがけを離党した鳩山由紀夫や菅直人、新進党を離党した鳩山邦夫、元北海道知事の横路孝弘らを中心に結党した旧民主党に参加した。
同年10月の第41回衆議院議員総選挙では、小選挙区比例代表並立制導入に伴い愛知5区から出馬し、自民党の木村隆秀、新進党の伴野豊らを破り、3選（木村が比例復活）。
1998年、民政党・新党友愛・民主改革連合の合流により民主党が結党された。
2000年9月、鳩山由紀夫民主党代表の下で党国会対策委員長に就任。森喜朗首相に対し、2度にわたり森内閣不信任決議案を提出したが、いずれも否決された。
2002年9月、民主党代表選挙では同じ旧社会党出身の横路孝弘副代表を支援したが、横路は鳩山代表に敗れる。役員人事により選挙対策委員長に就任するが、鳩山は幹事長人事でつまずき、さらに民由合併の推進による混乱の責任を取り、わずか3ヶ月で辞任。続く菅直人代表の下でも選挙対策委員長に留任した。
2003年の第43回衆議院議員総選挙では愛知5区で4選。なおこの選挙では、同年3月に衆議院議員を辞職して北海道知事選挙に出馬し、高橋はるみ知事に敗れ落選中だった同期当選の鉢呂吉雄に対し、それまでの8区ではなく4区に国替えして出馬するよう説得。鉢呂は赤松の説得に応じ、北海道4区から出馬して当選した。
2004年5月、菅代表の辞任に伴い選挙対策委員長を離任。
2005年の第44回衆議院議員総選挙では、愛知5区で自民党の木村隆秀に初めて敗北を喫したが、重複立候補していた比例東海ブロックで復活し、5選。総選挙後、辞任した岡田克也に代わり民主党代表に選出された前原誠司の下で、党副代表に就任した。
2006年、小沢一郎代表の下でも副代表に留任。
2007年8月には再び党選挙対策委員長に就任した。

### 鳩山内閣農林水産大臣として

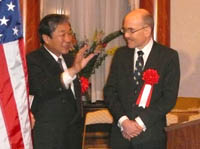
2010年3月9日、アメリカ合衆国首席公使のジェームス・ズムワルト（右）と

2009年8月の第45回衆議院議員総選挙では、愛知5区で自民党新人の寺西睦を約7万票の大差で破り、7選。翌9月に成立した鳩山由紀夫内閣で農林水産大臣に就任し、初入閣。

#### 農業者戸別所得補償制度
2009年12月8日の閣議後の記者会見で、農家に対する農業者戸別所得補償制度について「今までの仕組みと180度違うということが地方では理解されていない」として、佐竹敬久秋田県知事や自民党所属の秋田県議会議員を名指しで批判したうえで、農水省の減反政策に協力せずに米を生産している農家が多い秋田県南秋田郡大潟村については「秋田県などが2010年産米の生産割り当てで大潟村にペナルティーを科した場合、秋田県全体を戸別所得補償制度の対象から外す」と発言し、物議を醸した。
秋田県や佐竹知事、自民党県議はペナルティーについて「事実無根である」として、発言撤回を求め反発したほか、県議会においても自民会派が上記発言の取り消しを求め意見書を提出し賛成多数で可決。秋田県内の農家や農協幹部からも批判の声が上がった。また野党だけでなく、民主党内にも大きな波紋を広げる形となり、山田正彦副大臣が「秋田県の除外はあり得ない」と発言したり、民主党秋田県連の松浦大悟代表が「農相発言は誤解に基づいたもので、県が制度から外れることはない」と釈明したものの、当の赤松本人は同年12月11日の記者会見で、撤回の意思が全く無いことを強調。
結局佐竹知事ら秋田県側は「県の大きな不利益を避けるための苦渋の決断。地域事情を踏まえて制度設計されてきたこれまでと違い、国とのやりとりが難しくなった」、「不本意な決断だが、これが政治主導の結果だ」と折れる形となり、2010年度からのペナルティー全廃が決定した。

#### 口蹄疫問題への対応と批判
2010年4月20日、宮崎県の農場の飼養牛に口蹄疫の疑似患畜が確認されたため、農林水産省は赤松農林水産大臣を本部長とする口蹄疫防疫対策本部を設置。翌21日、赤松は規格外の野菜販売促進の為、ジャスコ品川シーサイド店（東京都品川区）野菜売り場を視察。23日には畜産農家の経営的打撃や子豚の滞留等の問題に関して、畜産農家への融資拡大や助成金などを柱とする対策を発表。27日、政府支援を求めて上京してきた東国原英夫宮崎県知事、中村幸一宮崎県議会議長、JA宮崎経済連羽田正治会長らと会談、「対応は早ければ早いほどいい」と早急な対応を行うことを約束した。
4月28日、農林水産省は第二回の口蹄疫防疫対策本部を開催し、隣接県全域での全額国庫負担による消毒薬散布、発生農場における迅速な殺処分等の防疫措置を支援する獣医師などの増員等を決定。
同月30日、経営支援の追加施策を発表したが、事態は深刻化しており、5月7日の閣議で平野博文官房長官が自衛隊の災害派遣の増員を検討したり、東国原らが次期参院選の候補者支援のため宮崎県を訪れた小沢一郎民主党幹事長と対策の拡充を求める会談を行うなど、追加対応が模索された。
4月30日、南米諸国への外遊に出発した赤松は、5月1日、メキシコでマジョルガ農牧大臣（英語版）と肉類などメキシコ産品の日本市場へのさらなるアクセス拡大などを意見交換。
5月2日から4日までの間、キューバでラウル・カストロ議長らと会談（日本の現職閣僚として初のキューバ訪問）。5日はコロンビアを訪問してウリベ大統領と意見交換を行った。
5月8日、日本に帰国した赤松は、いの一番に富岡芳忠議員の後援会発足式に出席するため栃木県佐野市に移動したが、5月10日に予定していた秋田への出張を延期して、宮崎県を訪問することを同日に決定した。
5月10日、口蹄疫の発生を確認してから20日経ってようやく防疫対応等を把握するため宮崎県入りし東国原と会談。会談の際、同席した宮崎3区選出の自民党衆院議員古川禎久から「何をしに来たんですか」などと対応の遅さを非難されると、赤松は「自民党の同席は構わないが、「おれの意見も聴いてくれ」とやり出すと、与党も野党も（発言し合うこと）となる」「選挙目当ての発言」と主張したり、同席した自民党議員を「参院選前だからいろいろ言いたいことはあるのだろう」と発言した。
同月25日、宮崎県がエース級の牛49頭に関して殺処分した場合多大な影響を与える恐れがあるとして特例で殺処分しないように求めていたことに対して「これはもう法律に従ってやるのが当然、まだ49頭残っていることの方がむしろおかしい｣と県の対応を批判した。28日に赤松に宮崎県家畜改良事業団の種牛49頭中2頭に口蹄疫の発症が発覚した際に大臣として貴重な種牛が感染した事実を把握しているのかとの記者団の質問に、「いや、知らない」と答え、「だから早く殺せって言ってるのに」と終始笑いながら応じている場面がテレビで報道され、宮崎県の農家や知事、動画を見た国民から批判を浴びた。宮崎県知事の東国原は29日に赤松の農水大臣としての態度を「いずれにしろ、49頭に関しては、残念ながら、大臣が、だから早く殺せと言ったんだと笑いながら仰ったくらいの認識しか国には無いのです。そういうところが、異常があったら報告しろと言って頂けるでしょうか？ 言いません。」と自身のツイッターで述べた。
同月30日、宮崎県を訪問した赤松は東国原知事と会談し、「来週中に終わるように、1日に1万頭殺処分を目標にしてください」と求めたが、東国原知事は「天候や人員、埋却地の確保など条件があり、簡単にいかない」として困難な見通しを示した。また、現地の農家も埋却地の準備期間の必要性などから同様の見方を示した。
結果的に、2010年7月4日の口蹄疫終息確認までに、28万8643頭が殺処分された。宮崎県の試算によれば畜産関連の経済的損失は、5年間で2350億円となり、地域経済全体に甚大な影響が及ぶものとしている。
この問題について赤松は「反省するところは全くない」と自身の責任を一切認めていなかったが、5月31日の衆院農林水産委員会で、口蹄疫問題への対応の遅さを追及され、「結果としてこれだけ広がったことに対しては、申し訳ない気持ちでいっぱいだ」とようやく公式に謝罪を行った。

#### ガソリン税暫定税率維持に反対
2009年12月、民主党が同年の総選挙でマニフェストに掲げていたガソリン税の暫定税率廃止が、小沢一郎の要望で維持する方向で検討され始めたことについて「簡単に今度、現在の税率維持と言われちゃうと、『じゃあ、俺たちの崇高な理念や今までの取り組みは何だったんだ』みたいな思いが、正直言ってないわけではない」と述べた。

### 大臣退任後
翌2010年6月、鳩山由紀夫首相が辞任。続く菅直人内閣では再任されず、農林水産大臣を退任した（後任は山田正彦）。
2012年9月、民主党代表選に立候補した。党代表選へは初の挑戦となる。党分裂を引き起こした野田佳彦首相を厳しく批判し、「民主党の再出発」を掲げている。
同年12月の第46回衆議院議員総選挙の愛知5区は、赤松、自民党新人の神田憲次、日本維新の会の新人、日本未来の党が擁立した元職の前田雄吉、日本共産党の新人の5人の争いとなった。神田に敗れるも比例東海ブロックで復活し8選。
第182回国会にて衆議院副議長に就任。
2014年11月21日、衆議院解散により副議長を退任。同年12月、第47回衆議院議員総選挙では神田を破り9選（神田は比例復活）。

### 民進党へ
2016年民進党代表選挙では蓮舫の推薦人となったが、蓮舫の当選後、野田元首相が幹事長に起用されると、民主党下野の「戦犯だ」として反発し、民進党常任顧問への就任を固辞した。
2017年民進党代表選挙では菅直人や有田芳生らとともに枝野幸男の推薦人となった。

### 立憲民主党

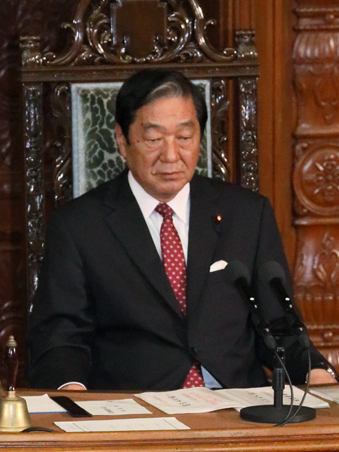
2017年11月、衆議院本会議で副議長として議長席に座る赤松

2017年9月27日の午後、報道により小池百合子と民進党代表の前原誠司が極秘に会談し、民進党と希望の党の合流について合意がなされたことが明らかとなった。同日、日本共産党は野党共闘を優先し、愛知5区、7区の候補者を取り下げると発表した。9月28日、民進党は希望の党への合流を決定。9月29日、小池は「リベラル派排除」を宣言。記者団に「全員を受け入れるということはさらさらありません」と語る姿、記者会見でにこやかに「排除されない、ということはございませんで、排除いたします」と答える姿が何度もテレビに流れた。
同年9月30日未明、共同通信が「枝野幸男が無所属で出馬する方向で検討に入った。考え方の近い前議員らとの新党結成も視野に入れている」と報道。同日中に民進党の前職、元職計15人の「排除リスト」が出回る。同日、赤松は記者団に希望の党への不参加を明言し、「比例で仲間を惜敗率で救うためには、新党を考えた方が良いと思う」と述べた。
同年10月3日午前、新党「立憲民主党」が設立される。設立届には枝野幸男、長妻昭、菅直人、赤松、阿部知子、初鹿明博ら6人が名を連ねた。赤松は最高顧問に就任した。同日午後、希望の党は衆院選の第1次公認192人を発表。同党が愛知5区に元稲沢市議会議員の野々部尚昭を擁立したことが明らかとなった。10月22日の第48回衆議院議員総選挙に立憲民主党公認で立候補し、神田憲次と野々部を破り10選（神田は比例復活）。
同年11月1日、第195回国会にて衆議院副議長に再度就任。それに伴い最高顧問の地位を海江田万里に譲った。衆議院副議長の再登板は現行憲法下で初。
2019年（令和元年）末から2020年（令和2年）にかけて、野党合流に向けて立憲民主党と国民民主党の間で話し合いが幾たびも設けられたが、赤松は2020年（令和2年）1月5日に名古屋市中区で行われた会合で「立憲民主党という名前だけは絶対に変えちゃいかん」と語った。重ねて、「国民民主党代表の玉木（雄一郎）は代表代行ぐらいで、ちょっと横に置くぐらいの形で最後は決着をつけたらどうか」と発言した。2020年9月には、旧立憲民主党と旧国民民主党などの議員により新規に設立された立憲民主党の結成に参加した。
2020年12月7日、次期衆議院議員総選挙には出馬せずに引退する意向が報じられた。12月12日に会見で引退を正式に表明し、後任には愛知県議会議員（中川区選出）の西川厚志を擁立することを発表した。
2021年10月14日の衆議院解散をもって、国会議員を失職したが、その後も自らが立ち上げ率いてきた党内左派グループであるサンクチュアリの顧問として立憲民主党内で一定の影響力を有している。
2021年の衆院選後に行われた立憲民主党代表選挙では、グループ内の小川淳也が立候補に意欲を示した一方で、赤松の働きかけもあり、グループとして逢坂誠二を代表選に擁立することを決定した

## 政策・主張
- 憲法9条の改正に反対。
- 2030年までに原発ゼロにするべきと主張[63]。
- 自身の政策として、「自由で安心な社会の実現」「政権交代可能な政治勢力の結集」「差別と特権を憎み、誰もが共生できる社会」を挙げている。
- 永住外国人への地方選挙権付与に賛成[要出典]。
- 選択的夫婦別姓制度導入に賛成[64][65]。
- 受動喫煙防止を目的とした健康増進法改正について、原則屋内禁煙に反対。
  - 松原仁が発足させた分煙推進議員連盟に所属しており、2017年に厚生労働省が提出した原則屋内禁煙の受動喫煙防止法案に議連を挙げて反対した[66]。
  - 2017年2月10日の分煙推進議員連盟の発足時には、「みんなが共存できる緩やかで思いやりある社会にしてもらいたい」と述べ、改めて分煙を強調した[66]。

## 人物
- 喫煙者であり、「愛煙家」を自称している[66]。
- パチンコ業界と関わりが深い議員として、平沢勝栄と共に有名である。2009年時点で献金の25%がパチンコ関連からであることが指摘されている[67]。三洋グループの副社長、1998年から2004年まで3期6年にわたって日本遊技機工業組合理事長を務めた松原信男の葬儀委員長[68]、2018年1月には愛知県名古屋市の豊丸産業株式会社の創業者かつ相談役を務めていた永野裕豊の通夜と告別式で葬儀委員長をしている[69]。パチンコ・パチスロ社会貢献機構の理事でもある[70]。

## 所属団体・議員連盟
- 立憲フォーラム（顧問）
- 北京オリンピックを支援する議員の会（副幹事長）
- 在日韓国人をはじめとする永住外国人住民の法的地位向上を推進する議員連盟
- 恒久平和のために真相究明法の成立を目指す議員連盟
- 原発ゼロの会